# Солітаріо бронзовокрилий
Солітаріо бронзовокрилий (Myadestes occidentalis) — вид горобцеподібних птахів родини дроздових (Turdidae). Мешкає в Мексиці і на півночі Центральної Америки.

## Опис
Довжина птаха становить 20,5-21,5 см. Голова і нижня частина тіла світло-сіра. Під дзьобом світлі "вуса", навколо очей білі кільця. Верхня частина тіла оливково-коричнева. крила і хвіст дещо темніші. Лапи рожевувато-сірі, дзьоб чорний. Виду не притаманний статевий диморфізм.

## Підвиди
Виділяють три підвиди:
- M. o. occidentalis Stejneger, 1882 — північно-західна Мексика;
- M. o. insularis Stejneger, 1882 — острови Лас-Трес-Маріас;
- M. o. oberholseri Dickey & Van Rossem, 1925 — центральна і південна Мексика, Гватемала, Гондурас.

## Поширення і екологія
Бронзовокрилі солітаріо поширені від північної Мексики до південного Гондурасу. Живуть в гірських і рівнинних тропічних і субтропічних лісах, в заростях чагарників і у водно-болотних угіддях на висоті 600-3500 м над рівнем моря.